# Byske karamellfabrik
Byske karamellfabrik, tidigare Carlstens karamellfabrik, är en karamellfabrik i Byske grundad 1906 av Ester Carlsten. Familjen Carlsten ägde fabriken fram till 1988.
Fram till början av 2000-talet tillverkades fem olika smaker på karamellerna, 2014 hade detta utvidgats till ett 20-tal olika smaker.

## Historia
Carlstens karamellfabrik grundades 1906 av Ester Carlsten. År 1962 arbetade 18 personer på fabriken och tillverkningen uppgick då till 113 ton. Fabriken såldes 1988 till Tomas Kågström och fyra år senare gick även Per Vikström in som delägare. Åren 1994 till 1997 tillverkades 60 ton karameller per år. Företaget ombildades till ett aktiebolag 2006 och i samband med detta bytte företaget även namn till Byske Karamellfabrik AB.
År 2013 övertogs verksamheten av Ludvig Viklund. Fabriken hade 2014 en anställd samt extra anställda under sommaren då företaget även har en öppen butik. Produktionen uppgick då till 40 ton per år. Viklund drev verksamheten till 2022 då den köptes upp av Pär Lundgren. Produktionen uppgick 2022 till 46 ton karameller.